# Phong trào chống sưu thuế Trung Kỳ 1908
Phong trào chống sưu thuế Trung Kỳ năm 1908 hay còn gọi là Trung Kỳ dân biến là một trong những sự kiện nổi bật của phong trào chống thực dân Pháp ở Việt Nam trong những năm đầu thế kỷ 20.

## Nguyên nhân
Theo nhà sử học Phạm Văn Sơn, thì sau năm 1897, thực dân Pháp bắt đầu công việc khai thác thuộc địa. Dân chúng từ thành thị đến thôn quê thảy đều nai lưng đóng thuế, đi phu vô cùng khốn đốn. Rồi vì dân chúng không chịu nổi sự bốc lột nữa, nên nhiều cuộc biểu tình kháng thuế đã nổ ra lung tung. Toàn quyền Lanessan trong báo Người Đông Dương đã thú nhận:
Nguyên nhân chủ yếu (của các cuộc biểu tình) là vì thuế khóa quá nặng, và những cuộc biểu tình nổ trước tiên ở Trung Kỳ vì tại đây, người ta tăng thuế nhanh nhất nhưng lại kém sáng suốt nhất. Thuế đã nặng, cách thu lại phiền phức, ngoài ra ta còn đặt thêm các việc độc quyền muối, rượu,...
Đơn cử như lúc bấy giờ theo lịnh nhà cầm quyền Pháp, người dân phải đào sông Cu Nhí để chở than từ Nông Sơn ra Đà Nẵng, đắp đường dẫn tới mỏ vàng Bồng Miêu, đắp đường từ Đà Nẵng đến đèo Ai Lao,...làm cho dân tình thán oán vì quá đỗi cực nhọc và bất công. Cái bi kịch xã hội này được diễn tả trong mấy câu ca sau:
...Từ ngày Tây lại cửa Hàn,
Đào sông Cu Nhí, đắp đàng Bồng Miêu...
...Đời ông cho đến đời cha,
Đời nào cực khổ như ta đời này.
Ngoài đồng cắm cọc giăng dây,
Vườn nhà đóng thuế vợ gầy con khô...
...Từ ngày Tây chiếm đế đô,
Xâu cao thuế nặng biết chừng mô hỡi trời!
Còn lo một nỗi khổ đời,
Quan trên ỷ thế nhiều lời hiếp dân...
Trong bối cảnh đó, phong trào Duy Tân (do Phan Châu Trinh đề xướng năm 1906) ngày càng phát triển mạnh, nhất là tư tưởng dân quyền mà phong trào này đề cao, đã gây tác động không nhỏ vào cuộc đời của giới dân nghèo, làm bùng lên cuộc đấu tranh "chống đi phu, đòi giảm sưu thuế" rất quyết liệt của họ tại nhiều tỉnh miền Trung.

## Diễn biến
Buổi đầu (tháng 3 năm 1908), đoàn người biểu tình không mang theo vũ khí, không dùng bạo lực, chỉ kiên trì đòi hỏi mục đích là giảm sưu giảm thuế. Nhưng dần về sau, phong trào biến thành một cuộc đối đầu giữa dân nghèo và nhà cầm quyền. Cuộc đối đầu này kịch liệt đến nỗi những người đề xướng phong trào không thể kìm hãm được. Bởi vậy càng về sau, phong trào gần như trở thành một cuộc khởi nghĩa cướp chính quyền. Do đó, đã xảy ra nhiều vụ đổ máu...

### Cuộc đấu tranh tại một số tỉnh

#### Tại Quảng Nam
Phong trào khởi phát bằng cuộc đấu tranh chống sưu thuế của nhân dân Quảng Nam vào đầu tháng 3 năm 1908.
Năm 1908, thực dân Pháp lại bắt đầu cho sửa chữa và mở rộng mặt đường từ huyện Đại Lộc đi tỉnh lỵ. Bởi viên tri huyện ăn hối lộ nên phân bổ nhân công không đều làm cho đông đảo dân phu bất mãn.
Vào ngày đầu tháng 2 năm Mậu Thân (1908), tại một bữa giỗ tộc Trương (Phiếm Ái, Đại Lộc), các ông Trương Hoành, Lương Châu, Hứa Tạo, Trương Tổn, Trương Côn, Trương Đính,… đã "bàn nhau làm đơn lấy chữ ký các làng xã trong huyện, tới trình viên huyện chuyển đạt lên tỉnh cùng Tòa Sứ xin giảm nhẹ sưu cùng các món thuế, kẻo nặng quá dân không đóng nổi".
Đêm ngày 9-3-1908, tráng dân ở các xã vùng thượng lưu sông Vu Gia thuộc tổng Đức Hòa thượng đã tập trung về đình làng Hoằng Phước sát bến đò Ba Bến, nơi sông Con và sông Cái đổ vào sông Vu Gia. Lý trưởng làng Hà Tân là Lương Cảnh đã ủng hộ 6 ang gạo, đôn đốc dân làng thổi cơm ngay giữa sân đình để đoàn người đi "xin sưu" ăn. Sáng ngày 10-3-1908, đoàn "xin sưu" từ đình làng Hoằng Phước qua đò ngang sông Con. Trưa ngày 10-3-1908, đoàn biểu tình "xin sưu" của tổng Đức Hòa thượng nhóm họp ngay trong huyện đường.
Ngày 11 tháng 3 năm đó, họ kéo nhau lên tỉnh, vừa đi vừa hô vang khẩu hiệu đấu tranh đòi bỏ lệ đi xâu và đòi giảm thuế. Từ Đại Lộc lên tỉnh lỵ Hội An trên 40 km, dân chúng ở hai bên đường theo mỗi lúc một đông. Khi đến bến đò Vĩnh Điện gần tỉnh, thì số người biểu tình đã lên đến khoảng năm, sáu trăm .
Đoàn người kéo đến Tòa sứ, công sứ Charles (phụ tá là Phó công sứ Besancon) chỉ cho ba người đại diện vào. Mặc dù được hứa là sẽ xin ý cấp trên về vấn đề sưu thuế và sẽ cho điều tra việc làm của viên tri huyện, nhưng dân chúng không chịu giải tán, một mực cứ đòi giải quyết ngay. Sau đó, ba người đại diện đều bị bắt giam (sau bị đày đi Lao Bảo thuộc Quảng Trị). Căm phẫn, nhân dân từ các nơi kéo đến đông hàng vạn. Viên công sứ liền ra lệnh cho lính xông vào đánh đập, bắn súng thị uy, nhưng dân chúng chỉ tản ra tạm thời rồi tụ lại... Mãi đến khi được hứa là sẽ cách chức viên tri huyện và sẽ không tăng sưu thuế nữa, người dân mới chịu giải tán dần. Tính ra đợt biểu tình này kéo dài hơn một tháng.
Trong khoảng thời gian đó, người dân bị áp bức ở các phủ huyện khác kế tục nhau nổi dậy như:
Ngày 21 tháng 3, một đoàn biểu tình kéo đến bao vây dinh tỉnh, đòi tổng đốc Hồ Đắc Trung phải đi đến Tòa sứ Hội An xin giảm sưu thuế cho dân. Hoảng sợ, vị quan này bỏ trốn...
Ngày 22 tháng 3, một đoàn biểu tình kéo đến dinh phủ Điện Bàn, đòi tri phủ Trần Văn Thông phải cùng đi xin sưu thuế với dân. Viên quan này không chịu, liền bị người dân bắt bỏ lên xe kéo đi...Viên đề lại trốn được liền chạy đi báo. Lập tức, công sứ Charles sai lính khố xanh tới bủa vây đoàn người, rồi dùng roi gậy và báng súng xông vào đánh túi bụi. Vẫn không giải tán được, đội lính chĩa súng bắn vào đoàn biểu tình, làm cho một số bị thương và bị chết đuối vì nhảy xuống sông. Viên tri phủ được giải cứu, nhưng ngay tối hôm đó, người dân tụ tập trở lại.
Tại phủ lỵ Thăng Bình, cũng xảy ra việc tương tự, tức là dân chúng bắt viên tri phủ cùng đi sưu. Lính đến vây, bắn bị thương và bắt đi một số...Tại làng Gia cốc thuộc phủ Duy Xuyên, dân chúng kéo đến bắt viên chánh tổng Trần Quất, đốt râu, buộc đá dìm chết (7 tháng 4), sau đó mới kéo đến phủ lỵ. Các phủ lỵ Tam Kỳ, Hòa Vang,...dân chúng thảy đều nổi dậy, làm cho công sứ Charles phải ban hành lệnh giới nghiêm, và tăng cường lính cho các phủ huyện.

#### Tại Quảng Ngãi
Ở Quảng Ngãi, nghe dân chúng xôn xao bàn tán về việc đòi giảm sưu thuế của nhân dân tỉnh Quảng Nam, viên công sứ Dodey (phó sứ là Lemasson) bèn đi đến một số xã thôn để phủ dụ dân chúng. Mặc dù vậy, chiều ngày 28 tháng 3 phong trào bắt đầu bùng lên tại tỉnh này.
Khởi đầu là đông đảo người dân huyện Bình Sơn cùng với 25 hào lý ở các xã kéo đến dinh công sứ để xin giảm sưu thuế, và làm đơn gửi toàn quyền Đông Dương, nêu 7 kiến nghị
Ở một số phủ huyện khác, người dân còn bắt giam vợ con của các quan lại, và còn rải truyền đơn kể tội Nguyễn Thân, một cộng sự đắc lực của thực dân Pháp.
Ngày 31 tháng 3, một ngàn rưỡi người biểu tình đến vây kín Tòa sứ tỉnh. Công sứ Dodey ra lệnh đàn áp và bắt giam một số người, trong đó có Lê Khiết và Nguyễn Bá Loan, là hai người đứng đầu. Tuy nhiên, không vì thế mà nhân dân chùn bước. Từ các nơi, họ kéo đến ngày càng đông, khiến nhà cầm quyền Pháp phải điều động lính khố đỏ từ Bắc Kỳ  vào đàn áp, mãi đến cuối tháng tình hình mới tạm lắng dịu.

#### Tại Bình Định
Đoàn người biểu tình mang theo dao kéo, cắt "búi tóc" tất cả những người gặp trên đường. Họ gọi nhau là "đồng bào", khắc con dấu, phát truyền đơn, cáo thị...Ngoài ra, họ còn đi lùng bắt một số nhân viên thu thuế chợ, cường hào và hương lý mà bấy lâu nay đã sách nhiễu dân để trừng trị.
Đến ngày 18 tháng 4, số người biểu tình đã lên đến hàng vạn. Họ lần lượt kéo đến bao vây tỉnh thành Bình Định, hết đợt này đến đợt khác. Chính quyền Pháp ở Bình Định, đứng đầu là Công sứ Pháp Sandré, phó sứ Fries; tổng đốc Tôn Thất Đàm, án sát Huỳnh Lưu, Bố chánh Cao Xuân Tiêu... đem quân ra đối phó. Nhiều cuộc xung đột đã diễn ra tại đây.

#### Tại Thừa Thiên
Đầu tháng 4, nhân dân Thừa Thiên biểu tình. Công sứ Pháp ở tỉnh Thừa Thiên là Gariod, Phó công sứ Boudineau liền điều lính tới nổ súng ngăn chặn. Bị cản trở, đoàn người bị áp bức liền xông lên đánh nhau với đội lính, rồi bắt trói viên phó lãnh binh và bắt viên Phủ doãn phải dẫn đầu đoàn biểu tình (11 tháng 4). Trên đường đến Kinh đô Huế, một số nơi đã bố trí sẵn để cắt tóc ngắn và khâu áo ngắn lại (tức theo xu hướng cải cách) cho những ai còn búi tóc và mặc áo dài.
Để cổ vũ phong trào, học sinh trường Quốc học và trường Quốc Tử Giám ở Huế còn đến đọc thơ ca, hò vè mang nội dung yêu nước. Lo ngại, thực dân Pháp phải đưa vua Duy Tân (khi ấy mới 8 tuổi) ra phủ dụ nhưng không có tác dụng. Cuối cùng, họ phải điều lính đến đàn áp. Cuộc xô xát lớn đã diễn ra ở đầu cầu Trường Tiền, làm nhiều người bị bắt và bị trúng đạn. Đến khi ấy, mới giải tán được.

#### Tại Phú Yên
Khởi đầu là cuộc vận động "cắt tóc" diễn ra sôi nổi trong dân chúng khắp nơi trong tỉnh. Cuộc vận động này dần trở thành một phong trào làm cho chính quyền thực dân lo ngại. Hành động tiếp theo của người dân (chủ yếu là nông dân, trên tay không vũ khí) là tổng tiến hành các cuộc biểu tình đưa kiến nghị lên các quan phủ huyện đòi giảm sưu thuế.
Đầu tiên là ở huyện Đồng Xuân. Ngày 5 tháng 5 năm 1908, nhờ một số nhân sĩ hướng dẫn, đông đảo người dân đã kéo đến huyện lỵ để xin giảm sưu thuế. Ngày 11 tháng 5 năm 1908, một đoàn biểu tình khác khoảng 200 người kéo đến phủ đường Tuy An, hô vang các khẩu hiệu đòi giảm sưu thuế. Một số người bị kích động xông vào đoạt súng của giám binh Pháp Fourré, nhưng liền bị đẩy lui.
Ở phía nam Phú Yên, các cuộc biểu tình đòi giảm sưu thuế diễn ra mạnh mẽ, lôi cuốn nhân dân khắp các làng, tổng thuộc phủ Tuy Hòa tham gia. Trước áp lực đông đảo của hơn hai ngàn người, tri phủ Tuy Hòa là Nguyễn Hoàng vội đóng chặt nha phủ, điện báo cho công sứ ở tỉnh lỵ Sông Cầu là Lehé là dân "Tuy Hòa đang nổi loạn" rồi trốn biệt.
Đến ngày 13 tháng 5 năm 1908, đoàn biểu tình kéo ra tỉnh lỵ Sông Cầu (chef lieu) để khiếu nại chính quyền của công sứ Lehé, phó sứ Hugnet; đại lý Pháp ở Cheo Reo là Cottez.... Nhưng khi đến Trạm Gành (thuộc huyện Tuy An), thì bị quân của lãnh binh Legot chặn lại. Một cuộc xô xát xảy ra, làm một số người chết và bị thương vì trúng đạn của đối phương. Mặc dù vậy, đoàn biểu tình vẫn không chịu dừng lại. Đến khi ấy, chính quyền thực dân đã phải bèn điều thêm một trung đội lính khố đỏ đang đóng tại tỉnh lỵ Sông Cầu đến tiếp tay. 
Ngày 14 tháng 5 năm 1908, đoàn biểu tình kéo ra đến cầu Tam Giang – cửa ngõ vào tỉnh lỵ Sông Cầu, thì lại vấp phải quân Pháp. Thêm hàng trăm người bị giết và hàng chục người bị bắt giam. Đến lúc này cuộc biểu tình chống sưu thuế ở Phú Yên mới hoàn toàn tan rã.

#### Tại các nơi khác
Tuy có chậm hơn, cuối tháng 5, ở Thanh Hóa (đứng đầu là Công sứ Pháp Rousseau, Phó sứ Ungerer), Nghệ An (đứng đầu là Công sứ Vinh Desteney, phó sứ d'Elloy), Hà Tĩnh (đứng đầu là Công sứ Doucet, phó sứ Tholance, giám binh Arnoux) cũng đã nổ ra nhiều cuộc biểu tình đòi giảm sưu thuế.

### Bị đàn áp mạnh, phong trào thất bại
Cuộc nổi dậy của giới dân nghèo miền Trung Việt Nam trong thời gian dài đã làm tê liệt bộ máy chính quyền thực dân và phong kiến ở nhiều nơi. Để bình định gấp, nhà cầm quyền bèn sai lính đi lùng sục khắp nơi, bắt bớ và bắn giết (nếu chống cự lại) những người cắt tóc ngắn. Đến giữa tháng 4, nhiều đại đội lính khổ đỏ từ Bắc Kỳ vào đàn áp. Hai đại đội lính Âu cũng được đều vào Quy Nhơn (Bình Định) để thị uy. Ngoài việc ấy, họ còn ra lệnh giải tán các hội buôn, đóng cửa các trường học được hình thành từ cuộc vận động Duy Tân (hay còn gọi là phong trào Duy Tân).
Cuối tháng 5 năm 1908, phong trào chống sưu thuế ở miền Trung bị đối phương dập tắt. Sau đó, nhiều người bị kết án tử hình, trong đó có: Trần Quý Cáp, Lê Khiết, Nguyễn Bá Loan, Ông Ích Đường, Trịnh Khắc Lập, Nguyễn Hàng Chi...Hàng trăm người bị đày ra Côn Đảo, trong đó có: Phan Châu Trinh, Huỳnh Thúc Kháng, Phan Thúc Duyện, Trần Cao Vân, Đặng Nguyên Cẩn, Ngô Đức Kế,...Hàng trăm người khác bị đày đi Lao Bảo (Quảng Trị).

## Gửi cáo trạng
Nhờ có sự can thiệp của Hội Nhân quyền Pháp, Phan Châu Trinh được trả tự do trước thời hạn và đưa về Mỹ Tho để chịu sự quản thúc (1911). Cũng trong năm này, theo yêu cầu của ông, ông được nhà cầm quyền thực dân cho đi Pháp cùng với con trai là Phan Châu Dật.
Đến nơi, việc đầu tiên của ông là đưa cho Hội Nhân quyền Pháp bản điều trần về vụ trấn áp những người chống sưu thuế năm 1908 (thường gọi là Trung Kỳ dân biến thủy mạt ký, có nghĩa: Ghi chép đầu đuôi việc dân biến ở Trung Kỳ). 
Bởi theo ông Phan thì đấy chỉ là những người đói khổ cùng cực vì ách sưu thuế, cùng đường mới đến trước cửa công van xin. Như vậy, họ chẳng có tội tình gì...Ấy thế, mà các công sứ đã ra lệnh cho lính bắn chết hàng trăm, và bắt đày tức tốc hàng trăm người khác...Kết thúc bản điều trần, ông Phan đã buộc tội chính quyền Đông Dương đã nhân việc dân xin giảm sưu thuế, mà "tàn sát lương dân, khủng bố nhân sĩ, phá hủy trường học và hội buôn"...
Tiếp theo, Phan Châu Trinh còn viết thêm một tập ký lấy tên là Trung Kỳ dân biến tụng oan thỉ mạt ký (Tập ký kêu oan kể đầu đuôi vụ dân biến ở Trung Kỳ), rồi gửi cho thượng thư bộ Thuộc địa và toàn quyền Đông Dương. Tập ký này nội dung giống như bản điều trần trên, nhưng dài hơn, nhiều chi tiết hơn và lời lẽ bình tĩnh hơn.
Cả hai bản đều là cáo trạng chất chứa nhiều hờn căm của ông .

## Ý kiến liên quan
Theo Phạm Văn Sơn, thì phong trào chống sưu thuế này không do Phan Châu Trinh và các bạn ông tổ chức. Ông cho biết và kèm theo lời bàn như sau:
Cuộc vận động công khai sửa đổi chính trị của Phan Châu Trinh thất bại vì Pháp thuộc địa không nghe lời ông. Tuy vậy, họ vẫn lưu ý đến các hoạt động của ông...Năm 1908, do một số quan lại vốn thù ghét ông (lúc này ông đang ở Hà Nội tham gia Đông Kinh nghĩa thục) và các nhân sĩ bởi đã sỉ vả họ nhiều lần, chụp luôn cơ hội nhân dân đòi xin giảm sưu thuế, ton hót với nhà chức trách Pháp, khép Phan Châu Trinh và các bạn ông vào tội đề xướng "dân quyền và giao thiệp với tên phản quốc (ám chỉ Phan Bội Châu)...
...Sự căm hờn của dân chúng vì ách thực dân và phong kiến bấy lâu, nay lại được hun đúc bởi những bài ca ái quốc và cách mạng của các nhân sĩ tiến bộ. Kịp tới khi phong trào Duy Tân đưa ra những khẩu hiệu đúng với nguyện vọng dân, là đòi giảm thuế chống bắt xâu, hàng vạn quần chúng như đang chìm đắm trong dầu sôi lửa bỏng, tất nhiên phải vùng dậy. Cuộc khởi nghĩa nổ ra vô cùng dữ dội...Tuy những người biểu tình không hề mang vũ khí, nhưng vì lo sợ bộ máy chính quyền lung lay, nên thực dân chỉ còn nước là tận dụng hiệu lực của súng đạn để đàn áp.
Về phía những người đứng đầu, họ không những không đủ sức lôi kéo phong trào lại, mà còn bị cuốn theo, và sau chót là cùng đi đến chỗ phiêu lưu. Như vậy, có thể nói rằng, phong trào đã thiếu sự lãnh đạo sáng suốt, thiếu một ban chỉ huy chung, và thiếu cả kinh nghiệm đấu tranh...Tuy nhiên, về hình thức các vị này đã có vài sáng kiến đáng khen, như biết dùng truyền đơn, thơ ca, biểu ngữ, diễn thuyết để kêu gọi đấu tranh; và biết tuần hành để thị uy với đối phương...Tuy phong trào bị dập tắt nhưng kể từ đó nhà cầm quyền phải giảm xâu, giảm thuế,...tức là thực dân đã có ý kiêng nể quần chúng...
Tương tự với ý kiến trên, nhóm tác giả sách Đại cương lịch sử Việt Nam, viết:
Phong trào chống sưu thuế Trung Kỳ (1908) thực sự là một cuộc đấu tranh công khai, tự phát của người dân nghèo bị áp bức nhằm đòi hỏi chính quyền thực dân thực hiện những cải cách dân chủ...Nhưng vì thiếu sự lãnh đạo và tổ chức chặt chẽ, phong trào đã bị đàn áp và cuối cùng tan rã...Mặc dù vậy, từ đây chính quyền đã phải nới rộng tay trong nhiều lĩnh vực. Cụ thể là sau vụ này, họ phải giảm thuế thân từ 2,40 xuống 2,20 đồng, giảm 4 ngày sưu xuống 3 ngày, và không tăng 5 % thuế điền. Đồng thời, họ cũng cho một vài trường học theo xu hướng duy tân được mở lại...